# Keith Pavitt
Pour les articles homonymes, voir Pavitt.
Keith Pavitt, né le 13 janvier 1937 à Londres et mort le 20 décembre 2002 à Lewes au Royaume-Uni, est un sociologue et universitaire britannique.

## Biographie
Au début des années 1960, Keith Pavitt rejoint l'OCDE à Paris. Dans le même temps, il commence à collaborer avec Chris Freeman, économiste britannique, à qui l'on doit notamment les premières statistiques sur la fonction R&D. En 1971, après un an à l'université de Princeton, il rejoint l'université du Sussex, où il mènera ses travaux jusqu'à sa mort en 2002. Il a collaboré tout au long de sa carrière à l'université du Sussex au Science and Technology Policy Research (SPRU), fondé par Chris Freeman, et spécialisé en innovation.

## Taxinomie sectorielle de l'innovation
Keith Pavitt a mené une identification de l'innovation selon une logique sectorielle, basée sur l'étude de plus de 2000 innovations en Grande-Bretagne, de 1945 à 1979. Les quatre modèles sectoriels d'innovation, présentés en 1984, sont notamment basés sur les critères suivants : 
- oppositions technologiques
- oppositions/capacités d'appropriation
- l'origine de l'innovation : externe ou interne
- l'exigence des utilisateurs (c'est-à-dire des clients)

Les sources et enjeux de l'innovation sont alors spécifiques selon les 4 secteurs suivants : 
- suppliers dominated firms (firmes dominées par les fournisseurs) : concerne les secteurs de fabrication traditionnels tels que les secteurs du textile, de la construction, de l'édition, de l'imprimerie, ... Les capacités d'innovation internes sont faibles et sont issues principalement des fournisseurs. La trajectoire technologique est dans ce cas fondée sur une baisse des coûts.
- specialized suppliers (fournisseurs spécialisés) : concerne essentiellement les secteurs des biens d'équipements. Les capacités d'innovation sont plutôt faibles, les innovations provenant de l'extérieur. Il s'agit surtout de secteur caractérisés par une concurrence en prix.
- scale dominated firms (grandes entreprises dont le modèle dominant est fondé sur les économies d'échelle) : le processus d'innovation est lié à la taille de l'entreprise.
- sciences based firms (entreprises basées sur la science) : concerne les secteurs de la chimie, de l'électronique, des matériaux électriques, des technologies de l'informatique. La source principale de l'innovation est interne (services de R&D). Le lien avec la recherche fondamentale est grand, ainsi que la capacité d'appropriation de ces recherches.

Entre ces secteurs, Pavitt montre qu'il existe des inter-relations : flux d'information, de compétences, d'achats de technologie, de coopération ou encore d'alliances inter firmes.